# Umar Zahir
Umar Zahir (26 tháng 10 năm 1936 - 20 tháng 12 năm 2021) là một chính trị gia người Maldives. Ông là Bộ trưởng thể thao đầu tiên của Maldives từ năm 1988 đến năm 1993. Là bộ trưởng công trình công cộng từ năm 1993 đến năm 2004, ông giám sát giai đoạn xây dựng đầu tiên của Hulhumalé, cũng như việc xây dựng Thilafushi và tường chắn sóng Malé.

## Tiểu sử

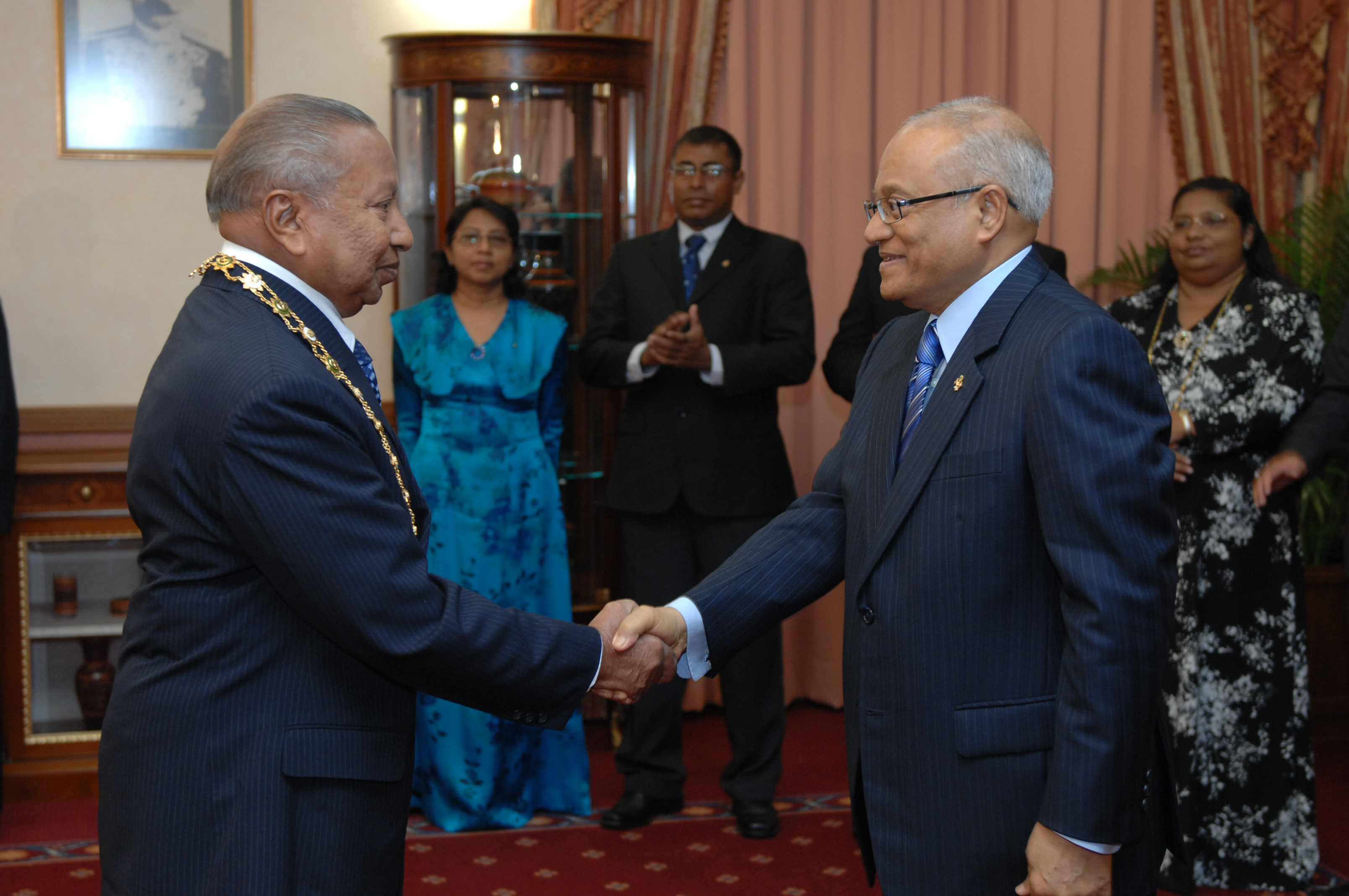
Zahir nhận Lệnh Quy tắc ưu việt của Izzuddin từ Tổng thống Gayoom

Zahir sinh ngày 26 tháng 10 năm 1936. Ông kết hôn với Moomina Ibrahim và họ có một cô con gái. Moomina qua đời năm 2018 ở tuổi 84.

### Sự nghiệp ban đầu
Khoảng năm 1950, Zahir bắt đầu làm việc tại văn phòng liên lạc của chính phủ cho Gan. Sau đó, ông đã làm một số công việc: hiệu trưởng Trường Majeediyya, chủ sở hữu của Đài phát thanh Maldives, và quản lý của Bandos Resort.

### Chính phủ
Trước năm 1970, Zahir trở lại phục vụ chính phủ với tư cách Thứ trưởng Bộ Giáo dục, sau đó là Bộ Nội vụ.
Zahir từng là Chủ tịch Thành phố Malé từ năm 1980 đến năm 1993, giới thiệu các dự án cải thiện thành phố và các con đường. Năm 1983, ông được bổ nhiệm làm Bộ trưởng Bộ Nội vụ và Dịch vụ xã hội. Năm 1988, Dịch vụ Xã hội được chuyển ra khỏi tầm kiểm soát của Bộ, và Zahir được bổ nhiệm làm Bộ trưởng Bộ Nội vụ và Thể thao. Đây là bộ thể thao đầu tiên của Maldives.
Zahir từng là Bộ trưởng Bộ Xây dựng và Công trình Công cộng từ năm 1993 đến năm 2004, với một số dự án cải tạo đất. Dưới thời Zahir, Bộ tiếp tục xây dựng Thilafushi bắt đầu vào năm 1992. Trong khi hòn đảo này đóng vai trò là địa điểm quản lý chất thải chính cho thủ đô Malé, việc thiếu các cơ sở xử lý đã dẫn đến tai tiếng quốc tế của Thilafushi như "đảo rác". Kế hoạch cho các cơ sở xử lý hiện đại đã được công bố vào năm 2021. Bộ cũng đã hoàn thành giai đoạn xây dựng đầu tiên (1997–2002) của Hulhumalé. Được báo chí nước ngoài mệnh danh là "hòn đảo của hy vọng", Hulhumalé sẽ cung cấp thêm nhà ở cho người dân Malé, một trong những thành phố đông dân nhất thế giới. Để bảo vệ Malé khỏi các hiểm họa đại dương, Bộ của Zahir đã xây dựng một bức tường chắn sóng (1995–1997) với viện trợ nước ngoài của Nhật Bản. Bộ của ông cũng xây dựng các bến cảng ở Fuvahmulah (2000–2002) và các đảo khác. Sau một thời gian ngắn trở lại làm Bộ trưởng Bộ Nội vụ từ năm 2004 đến năm 2005, ông là Bộ trưởng cao cấp từ năm 2005 đến năm 2008.
Bên cạnh các vai trò trong bộ, Zahir còn là Thành viên Quốc hội những năm 1990.

### Sau đó
Sau khi rời chính phủ, Zahir tiếp tục ủng hộ cựu Tổng thống Maumoon Abdul Gayoom. Khi Gayoom bị bỏ tù trước cuộc bầu cử tổng thống Maldives năm 2018, Zahir đã thay mặt Gayoom ủng hộ phe đối lập thống nhất.
Zahir nhận được Lệnh về Quy tắc Phân biệt của Izzuddin vào năm 2008. Ông là khách mời danh dự tại buổi khai trương năm 2020 của Công viên Lonuziyaaraiy ở Malé.

### Qua đời và tưởng nhớ
Zahir qua đời tại Malé vào ngày 20 tháng 12 năm 2021, sau khi nhập viện vì COVID-19. Tổng thống Ibrahim Mohamed Solih và Ủy ban Olympic Maldives đã gửi lời chia buồn. Zahir được tổ chức tang lễ cấp nhà nước cùng ngày, và được chôn cất tại nghĩa trang Galolhu. Quốc kỳ được treo cờ rủ từ ngày 21 đến ngày 23 tháng 12.